# Lukomir (Žitorađa)
Lukomir (em cirílico: Лукомир) é uma vila da Sérvia localizada no município de Žitorađa, pertencente ao distrito de Toplica, na região de Toplica. A sua população era de 842 habitantes segundo o censo de 2011.

## Demografia
| 1948 | 1953 | 1961 | 1971 | 1981 | 1991 | 2002 | 2011 |
| ---- | ---- | ---- | ---- | ---- | ---- | ---- | ---- |
| 1065 | 1103 | 1040 | 1058 | 1090 | 1024 | 960  | 842  |